# 布蘭登·勞爾
布蘭登·諾曼·勞爾（英語：Brandon Norman Lowe，1989年2月15日—），為美國職棒大聯盟的二壘手，目前效力於坦帕灣光芒。

## 職業生涯

### 坦帕灣光芒
2018年
8月5日，勞爾登上大聯盟。他在8月15日敲出大聯盟首安，28日敲出大聯盟首轟。該年他的打擊率為2成33，並敲出6轟與25分打點。勞爾多半擔任二壘手，只有15場比賽擔任外野手。
2019年
3月20日，勞爾和光芒隊簽下6年2,400萬美元的延長合約。4月12日，他達成生涯首次單場雙響砲。7月3日，勞爾以候補方式在這年入選明星賽。8月21日，在3A進行復健賽的勞爾弄傷左股四頭肌，並一直到9月底才重返大聯盟。這年他繳出2成70的打擊率，並敲出17轟與51分打點。最後他在美聯新人王票選上拿下第三名。
2020年
勞爾在8月的第二週以4成48的打擊率，外帶4轟的成績拿下美聯單週最佳球員。該年他的打擊率為2成69，並敲出14轟與37分打點。光芒這年拿下美聯最佳的96勝，不過勞爾在季後賽表現不佳，
在世界大賽第一戰結束後，勞爾在56個打數中僅敲出6支安打。儘管如此，教練團依舊讓他擔任球隊前三棒。而他也在世界大賽第二戰敲出雙響砲，並讓光芒隊刷新單一球員在單一年季後賽的團隊全壘打總數。此外，勞爾也是史上第6位在世界大賽敲出雙響砲的二壘手。

## 個人生活
勞爾從小就是洋基隊的球迷，而他的妻子以前是一名壘球選手。他們在休賽季時定居在田納西州的納許維爾。

## 外部連結
- 球員資訊和成績在MLB ，ESPN ，Retrosheet ，Baseball Reference ，Baseball Reference (Minors) ，Fangraphs ，The Baseball Cube （英文）
- 布蘭登·勞爾的X（前Twitter）